# Coeligena phalerata
El inca coliblanco o colibrí de cola clara (Coeligena phalerata), es una especie de ave apodiforme de la familia Trochilidae (los colibríes) perteneciente al numeroso género Coeligena. Es endémica de la Sierra Nevada de Santa Marta, noreste de Colombia.

## Distribución y hábitat
Se encuentra únicamente en la Sierra Nevada de Santa Marta, en el departamento de Magdalena, al noreste de Colombia, donde es considerada generalmente común en sus hábitats naturales: el interior y los bordes de selvas húmedas montanas en altitudes entre 1400 y 3700 m. Se observa una ligera diferencia entre los sexos en la preferencia de hábitat, los machos prefieren claros en el interior del bosque mientras las hembras son más abundantes en los bordes.

## Estado de conservación
El inca coliblanco ha sido calificado como «casi amenazado» por la Unión Internacional para la Conservación de la Naturaleza (IUCN) debido a que su pequeña zona de distribución y su población, todavía no cuantificada, se presumen estar en lenta decadencia como resultado de la continua fragmentación y pérdida de hábitat. Sin embargo, este declinio puede acelerarse en el futuro como consecuencia de los cambios climáticos que proyectan un cambio en las zonas de altitud y una eventual contracción de su rango. Adicionalmente, si se confirman los registros en la vecina Serranía del Perijá, sería necesaria una revaluación de su estado.

## Descripción
Mide unos 14 cm de longitud. El plumaje de los machos posee una característica y distintiva cola, larga y de color blanco, alas negras y cuerpo verde metálico con un parche azulado en la cabeza y cuello. Las hembras tienen la cola de color bronce, partes inferiores pardo rojizas y, las superiores, de color verde.

## Sistemática

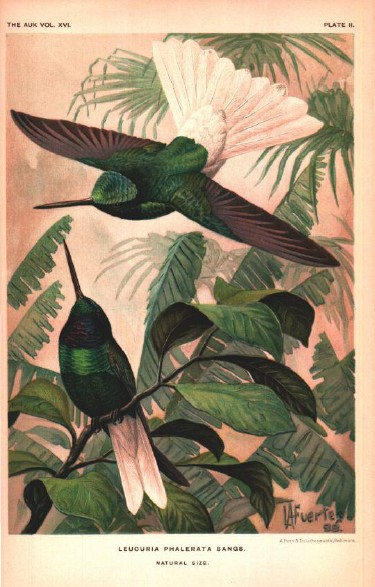
Leucuria phalerata, ilustración de Louis Agassiz Fuertes en The Hummingbirds of the Santa Marta Region of Colombia The Auk, 1899.

### Descripción original
La especie C. phalerata fue descrita por primera vez por el ornitólogo estadounidense Outram Bangs en 1898 bajo el nombre científico Leucuria phalerata; su localidad tipo es: «Macotama, 8,000 pies», error, corregido para «San Miguel, montañas de Santa Marta, Colombia».

### Etimología
El nombre genérico femenino «Coeligena» deriva del nombre específico Ornismya coeligena cuyo epíteto proviene del latín moderno «coeligenus» que significa ‘celestial’, ‘nacido en el cielo’; y el nombre de la especie «phalerata», proviene del latín «phaleratus» que significa ‘adornado con medallas’.

### Taxonomía
Es monotípica.